# 里拉國家公園
42°10′45″N 23°35′07″E / 42.17917°N 23.58528°E

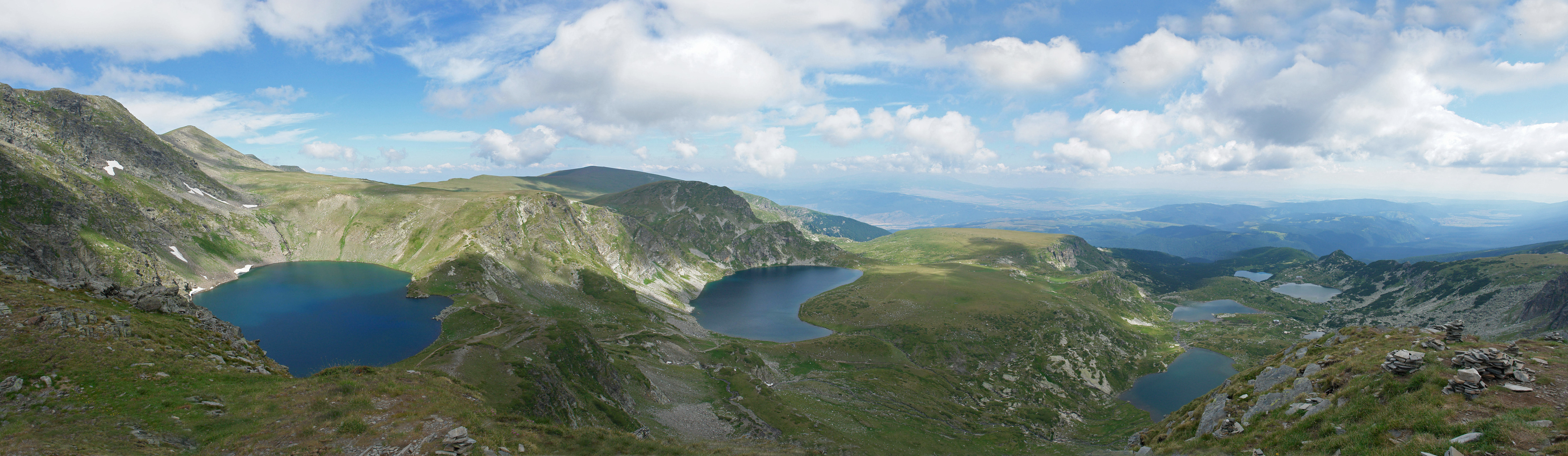

里拉國家公園是保加利亞的國家公園，位於該國西南部，鄰近杜普尼察和薩莫科夫，成立於1992年2月24日，面積810平方公里，最高點穆薩拉峰海拔高度2,925米。